# 玄武門 (平壤市)
玄武門（朝鲜语：／），為朝鮮平壤直轄市北方城門，位於牡丹峰，始建於6世紀高句麗時期，又分別於1855年和1954年重修。與牡丹峰和乙密臺等共同構筑平壤北方的防守體系。